# Herejía (Aquasilva)
Herejía es el nombre del primer libro de la trilogía escrita por Anselm Audley titulada Aquasilva. Herejía está dividido en cuatro partes.
- Primera parte: La travesía
- Segunda parte: La ciudadela
- Tercera parte: El clan
- Cuarta parte: La corona envenenada

## La travesía
En las minas de Lepidor, clan más meridional del continente de Océanus, se descubre Hierro, el metal más preciado de Aquasilva, un mundo parecido a la tierra pero con mucha más agua y menos zonas emergidas. Este hallazgo obliga a Cathan a viajar hasta Taneth donde se encuentra con su padre Elníbal en las reuniones del Consejo. Para ello, Cathan consigue convencer a su madre y a Atek de que le dejen ser el portador de la buena noticia a su padre. Pero antes de marchar por el mundo, su madre le confiesa un peligroso secreto, en el mundo no solo existía el Fuego, sino además la Tierra, el Aire, el Agua, la Luz, el Tiempo y la Sombra, ante la creencia de Cathan de que el fuego es el elemento creador y el único adorado por ello, se le explica que existen otros dioses también, teniendo cada elemento tiene su propia deidad y su propia magia. Así, el océano es el dominio de Thetis, la diosa del Agua. La sombra existe en el vacío y su deidad es Ragnar, el dios de la Tierra es Hyperias, Althana la diosa de los Vientos y Phaetan, dios de la Luz.
| Dios     | Elemento |
| -------- | -------- |
| Ranthas  | Fuego    |
| Thetis   | Agua     |
| Ragnar   | Sombra   |
| Hyperias | Tierra   |
| Althana  | Viento   |
| Phaetan  | Luz      |
| Cronos   | Tiempo   |

Cathan comienza el viaje en compañía de Sarhaddon, un monagillo que debe acudir a la Ciudad Sagrada para continuar su formación y con la escolta de Cathan, en el viaje hacia Taneth realizan en una parada en Kula, una ciudad aliada de Lepidor cuyo conde, Courtiéres es el más viejo amigo de su padre. En Kula se encuentran con la tripulación de una manta cambresiana, el Lion, los cuales afirman haber sufrido un ataque pirata. Una manta negra les había atacado, el color de la manta era lo más extraño pues las mantas suelen ser azules, el color natural del pólipo con el que son fabricadas. Otro de los hechos más extraños es que esta manta estaba capitaneada por una mujer, las únicas mujeres a las cuales se les formaba para la mar eran las del Archipiélago . Al informales Cathan los motivos por los cuales realiza el viaje hacia Taneth los cambresianos le dan una lista con cinco grandes familias de Taneth, las más honradas y dignas de confianza para intentar cerrar un acuerdo sólido. 
En el camino hacia Taneth se ven obligados también a parar en Pharassa, una ciudad conocida como la Joya del Norte y capital de Océanus, en este momento dejan atrás el buque mercante y se incorporan a una manta, el Paklé. Buscando alojamiento para la noche deciden instalarse en el templo de Pharassa, en el que se encuentran con Etlae tercera primada del Elemento Fuego.  En ese mismo templo, Sarhaddon y Cathan escuchan sin querer una conversación a escondidas de Etlae, de ella se extraen que han envenenado al exarca de Cambress para que no pueda acudir al cónclave donde se elegirá al nuevo Primer primado.

## La ciudadela
Justo después de descubrir la conjura, la manta en la que Cathan y Sarhaddon viajan es atacada por otra manta negra. En el transcurso de la batalla, son hechos prisioneros junto con el resto de la tripulación y del pasaje por parte de unos asaltantes que utilizan la magia de la Sombra y entre los que se encuentra Etlae. Una maga, llamada Ravenna, descubre los talentos mágicos ocultos de Cathan, así que lo reclutan y lo dejan marchar para que se encuentre con su padre.
Una vez en presencia del mismo, en Taneth, Cathan descubre que el conde es efectivamente un hereje. Intentando arreglar su asunto comercial respecto al hierro, se entrevista con Lord Barca, en cuya casa conoce a Palatina, una muchacha que no recuerda nada de su pasado. Después de cerrar el trato, ambos son secuestrados. Lo próximo que saben es que están en la manta de los herejes, de camino a la Ciudadela de la Sombra.
Ahí descubren las atrocidades del Dominio durante la Cruzada y cómo éste ha distorsionado la historia para amoldarla a sus fines. Hacen buenos amigos entre sus compañeros, incluyendo a Persea, una joven del Archipiélago que será amante de Cathan. También se encuentran con Ravenna, que sigue distante y desconfía de ellos. Sin embargo, dado que es ella la que tiene que comprobar si los nuevos reclutas tienen algún talento mágico, al final termina por intimar con Cathan. 
Palatina, por su parte, se muestra extraordinariamente capaz como líder, derrotando al resto de Ciudadelas de los Elementos en el torneo anual sin demasiados problemas. Justo entonces ella sufre un accidente casi fatal del que se recupera, recordando realmente quién es, para asombro de sus compañeros. Nebulosamente al principio, empiezan a organizar una conjura que lleve al fin del Dominio.
Al final de su instrucción, Ravenna decide romper sus lazos con la Ciudadela y acompañar a Cathan y Palatina a Lépidor. Durante este tiempo, ni Cathan ni Ravenna son capaces de confesar sus sentimientos, aunque estos sean muy patentes para todos sus amigos. 
- Datos: Q3145084